# Wilsonia (roślina)
Wilsonia – rodzaj roślin z rodziny powojowatych (Convolvulaceae). Obejmuje trzy gatunki będące endemitami zachodniej i południowej Australii.

## Morfologia
PokrójRośliny zielne i krzewy o pędach wzniesionych i wspinających się, owłosionych, z włoskami rozwidlonymi.
LiścieSkrętoległe, gruboszowate, pojedyncze, siedzące i ogonkowe, całobrzegie.
KwiatyPojedyncze, siedzące lub krótkoszypułkowe w kątach liści, obupłciowe, niewielkie. Działki kielicha w liczbie 5, trwałe, owłosione. Korona dzwonkowata, z rozpostartymi 5 klapami, biała lub żółta. Pręcików jest 5, wystających z korony. Zalążnia jest dwukomorowa lub jednokomorowa z niepełną przegrodą. Szyjka słupka dwudzielna, zwieńczona główkowatym znamieniem.
OwoceNiepękające, suche, zawierające jedno lub dwa nasiona.

## Systematyka
Pozycja systematyczna
Rodzaj z plemienia Cresseae z podrodziny Dichondroideae w obrębie rodziny powojowatych (Convolvulaceae).
Wykaz gatunków
- Wilsonia backhousei Hook.f.
- Wilsonia humilis R.Br.
- Wilsonia rotundifolia Hook.